# Parydra neozelandica
Parydra neozelandica är en tvåvingeart som beskrevs av Tonnoir och Malloch 1926. Parydra neozelandica ingår i släktet Parydra och familjen vattenflugor. Inga underarter finns listade i Catalogue of Life.